# 卡西尼卵形线

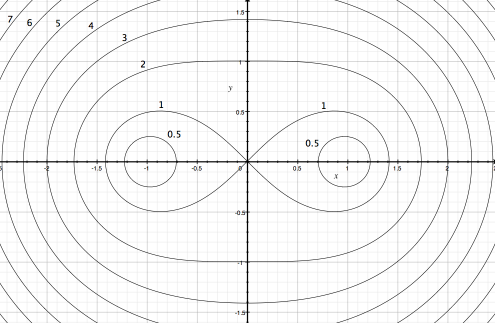
卡西尼卵形线，焦点为(-1, 0)和(1, 0)

卡西尼卵形线，是平面内到两个定点的距离之积为常数的点的轨迹，是环面曲线的一种。也就是说，如果我们定义dist(a,b)为从点a到点b的距离，则卡西尼卵形线上的所有点都满足以下的方程：
{\displaystyle {\mbox{dist}}(q_{1},p){\mbox{dist}}(q_{2},p)=b^{2}\,}
其中b是常数。
q1和q2称为卵形线的焦点。
假设q1是点(a,0)，q2是点(-a,0)，则曲线的方程为：
{\displaystyle ((x-a)^{2}+y^{2})((x+a)^{2}+y^{2})=b^{4}}
或
{\displaystyle (x^{2}+y^{2})^{2}-2a^{2}(x^{2}-y^{2})+a^{4}=b^{4}}
以及
{\displaystyle (x^{2}+y^{2}+a^{2})^{2}-4a^{2}x^{2}=b^{4}}
极坐标系中的方程为：
{\displaystyle r^{4}-2a^{2}r^{2}\cos 2\theta =b^{4}-a^{4}}
卵形线的形状与比值b/a有关。如果b/a大于1，则轨迹是一条闭曲线。如果b/a小于1，则轨迹是两条不相连的闭曲线。如果b/a等于1，则是伯努利双扭线。